# ستيللا ستيفينس
ستيللا ستيفينس (بالإنجليزية: Stella Stevens)‏ هي منتجة أفلام ومخرجة وممثلة أمريكية، ولدت في 1 أكتوبر 1938 بيازو سيتي في الولايات المتحدة. من الجوائز التي نالتها بلاي بوي بلاي ميت سنة 1960.

## أعمال

### أفلام
- (1972) مغامرة بوسيدون[7][8][9]

## جوائز
- بلاي بوي بلاي ميت (1960)

## وصلات خارجية
- ستيللا ستيفينس على موقع IMDb (الإنجليزية)
- ستيللا ستيفينس على موقع الموسوعة البريطانية (الإنجليزية)
- ستيللا ستيفينس على موقع ألو سيني (الفرنسية)
- ستيللا ستيفينس على موقع ميوزك برينز (الإنجليزية)
- ستيللا ستيفينس على موقع تيرنر كلاسيك موفيز (الإنجليزية)
- ستيللا ستيفينس على موقع أول موفي (الإنجليزية)
- ستيللا ستيفينس على موقع قاعدة بيانات الأفلام السويدية (السويدية)
- ستيللا ستيفينس على موقع إن إن دي بي (الإنجليزية)
- ستيللا ستيفينس على موقع ديسكوغز (الإنجليزية)
- ستيللا ستيفينس على موقع قاعدة بيانات الفيلم (الإنجليزية)